# Untertilliach
Untertilliach (in italiano Tilliago di Sotto) è un comune austriaco di 245 abitanti nel distretto di Lienz, in Tirolo.